# Uptown Special
Uptown Special (estilizado como UpTown Special.) es el cuarto álbum de estudio del productor y disc-jockey británico Mark Ronson. Se lanzó el 13 de enero de 2015 en los Estados Unidos y el 19 de enero de 2015 en el Reino Unido. Cuenta con colaboraciones notables de Bruno Mars, Mystikal y Stevie Wonder, entre otras muchas voces. Ronson dedicó el álbum a la memoria de la fallecida Amy Winehouse.

## Críticas
Tras el lanzamiento, el material discográfico recibió críticas positivas por parte de críticos musicales.
Alexis Petridis de The Guardian le dio al álbum cuatro de cinco estrellas remarcando la “ausencia de algo que se asemeje a la música que hizo famoso a Mark Ronson”.
La revista Q sintió que "es toda una hazaña producir música que funcione para la mente y para mover las caderas, pero Ronson lo ha logrado magníficamente, virtualmente cada pista suena como una sola".
Andy Kellman de Allmusic o Will Hermes de la revista Rolling Stone le dieron tres estrellas y media. Kellman indicó a UpTown Special como una “fantasía nostálgica que proporciona un entretenimiento liviano y hasta provoca un retroceso”. Hermes citó que el álbum "podría incluso enseñarle a Prince hasta un truco o dos".

## Dedicatorio a Amy Winehouse y canciones

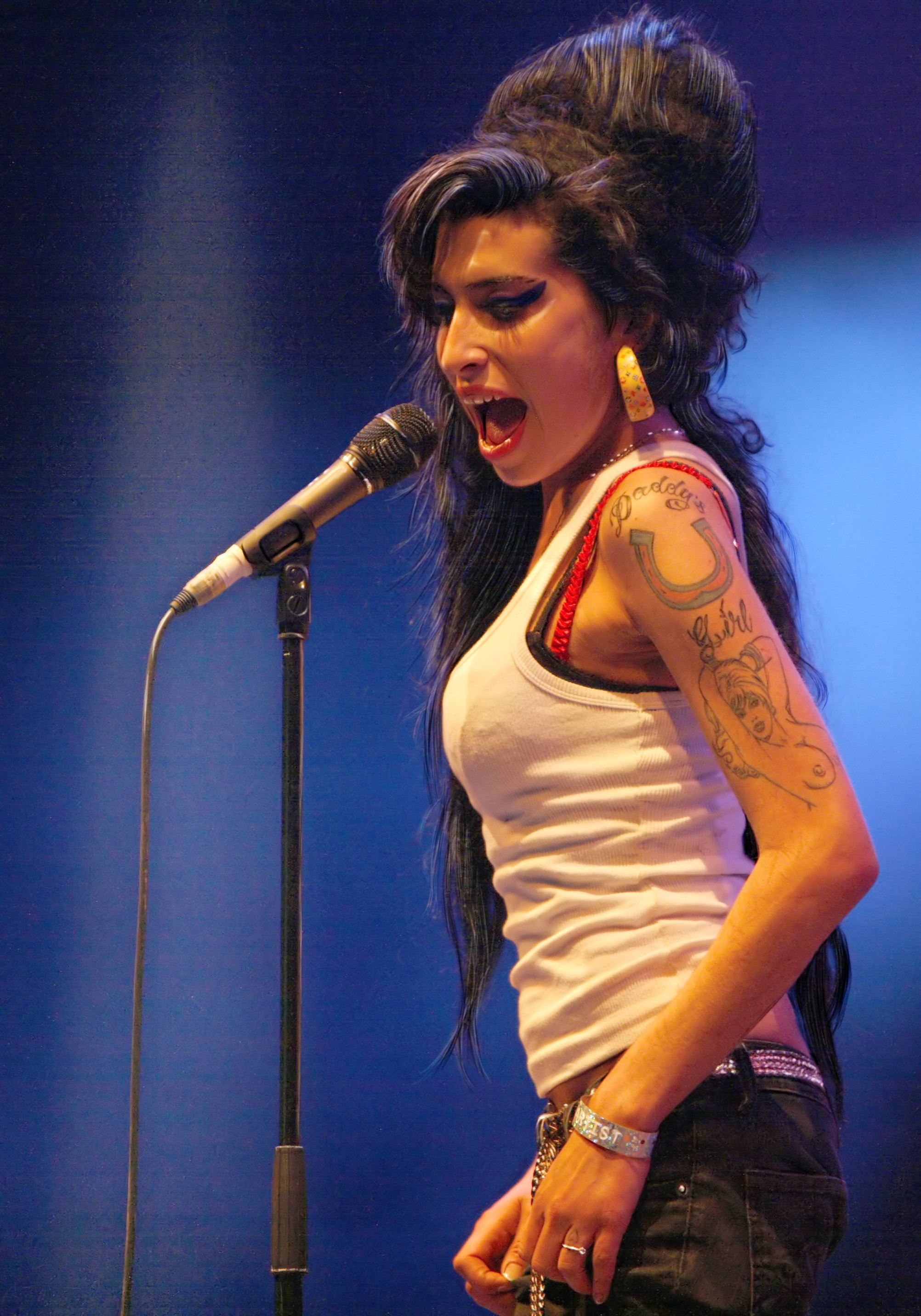
El álbum está dedicado a Amy Winehouse, quien anteriormente había trabajado con Ronson.

Ronson publicó un conmovedor mensaje en sus redes sociales expresando que este trabajo discográfico fue dedicado a su fallecida amiga y excolega Amy Winehouse, con quien trabajó en su exitoso álbum de 2006 Back to Black que la consolidó como referencia musical en todo el mundo. Además colaboró con ella en su versión de «Valerie» de The Zutons. También incluye dedicatorias a Teenie Hodges, compositor de grandes canciones para Al Green, fallecido en junio del 2014, y a DJ Mehdi, un DJ y productor francés que murió poco tiempo después de Amy en 2011.
Esto se debe a que por accidente ha quedado fuera de los créditos del álbum, la sección de dedicatorias a la hora de ser impresos.

Aunque me gustaría que estuvieras aquí todavía, siempre estoy pensando en tí, inspirado por tí, y tu música vive en mí y en todos los que alguna vez la sintieron.

### Composición
La melodía de Uptown's First Finale fue inspirada por el primer set de letras que Michael Chabon le envió a Ronson. A pesar de que Ronson amaba las letras, siguió escuchando la melodía hasta encontrar el tiempo para trabajar con Stevie Wonder, mientras la iba interpretando con su característico tono melódico.
- Summer Breaking

"Summer Breaking" salió a la Luz cuando Ronson conoció a Jeff Bhasker en su casa en Venice para empezar a trabajar con el álbum. 
Ronson escribió los acordes y la melodía de la canción en una noche que Bhasker se fue a acostar temprano. Ronson declaró: "Es algo mucho más complejo que cualquier cosa que haya hecho antes, realmente ni siquiera sé los nombres de los acordes; simplemente salieron de mí".
- Feel Right

Estaba planeado para ser lanzado inicialmente como el primer sencillo promocional del álbum. Más tarde se lanzó como el segundo sencillo del álbum en el Reino Unido y el tercer sencillo oficial en general, el 29 de marzo de 2015.
La canción surgió por un “capricho”, antes de que Mark se reuniera en el estudio con Mystikal. Ronson quedó muy satisfecho por la colaboración del rapero tanto que expresó su agradecimiento al músico de jazz Trombone Shorty, por ofrecerle el número de teléfono de Mystikal.
- UpTown Funk

Este fue lanzado como el primer sencillo del álbum el 10 de noviembre de 2014, y cuenta con la colaboración del cantante hawaiano Bruno Mars. El sencillo recibió muy buena recepción en las radios y plataformas de streaming, no tardó mucho tiempo en convertirse en un éxito internacional encabezando las listas de países como Estados Unidos, España, Canadá, Reino Unido, Australia y muchos más. El sencillo alcanzó el puesto número uno en la lista de sencillos del Reino Unido, lo que marcó el primer número uno de Ronson como artista principal. Mientras en los Estados Unidos, se convirtió en el primer ingreso de Ronson en el Billboard Hot 100 y su primer n°1 donde permaneció 14 semanas consecutivas, no obstante para Mars significó su sexto número uno. Además se convirtió en el segundo sencillo más vendido de 2015 y uno de los más vendidos de todos los tiempos. En YouTube llegó a más de 3.000.000.000 de visitas imprevistamente, además se convirtió en la canción más vista en YouTube en 2015.
Tuvo su comienzo en un encuentro en el estudio de Bruno en Los Ángeles". Mientras Mars tocaba la batería, Bhasker manejaba los sintetizadores y Ronson tocaba el bajo. Después de que "obtuvieron el ritmo básico", Philip Lawrence se unió y compusieron la letra del primer verso. Terminaron la canción en Toronto, seis meses después.
- I Can’t Lose

Fue escrita principalmente por Bhasker, a quien se le ocurrió la idea de "conducir hasta el sur profundo de Estados Unidos para encontrar a alguien que lo cante". A Ronson le encantó la idea "de descubrir un nuevo talento" y los dos terminaron escuchando a una cantidad de cantantes increíbles en iglesias, clubes nocturnos, bares y centros comunitarios. Sin embargo, "tenían en mente a una vocalista muy específico", que resultó ser Keyone, ya que ambos se dieron cuenta apenas comenzaba a cantar.
- Daffodils

Fue lanzado inicialmente como segundo sencillo promocional del álbum. El 4 de febrero de 2015, se lanzó oficialmente para emitirse en las radios alternativas para adultos en Estados Unidos.
La idea vocal y riff de la canción se interpretó por primera vez en forma de demostración y fue enviada por Kevin Parker de Tame Impala. Las letras fueron escritas por Parker y Chabon en Memphis. Más tarde, Ronson, Riton y James Ford agregaron los sintetizadores y Kirin J. Callinan "puso este solo loco de guitarra", como lo describe Ronson. Finalmente, en el proceso de mezcla en Nueva York, Tom Elmhirst (el ingeniero de mezclas) sacó algunos de los sintetizadores.
- Crack in the Pearl

Fue el primer conjunto de letras enviadas por Michael a Ronson y Bhasker. La melodía de la canción comenzó a formarse en la cabeza de Ronson cuando leyó las palabras del coro. Ronson admite que para él es inusual las melodías que aparecen en su cabeza, refiriéndose a la experiencia como "alley-oop".
- Leaving Los Feliz

Sus letras de están basadas en "un viejo inconformista que no quiere admitir que es demasiado viejo estar de fiesta". Ronson agregó, "no es semi-autobiográfico en absoluto". Explicó que "Los Feliz es un área de Los Ángeles habitada por artistas, hipster y músicos".
- Crack in the Pearl Pt. II

Ronson admitió en tono gracioso que tuvo que llamar a grabar a Wonder "una vez más"!.

## Lista de canciones
| N.º   | Título                                                         | Escritor(es) | Productor(es)                            | Duración |  |
| 1.    | «Uptown's First Finale» (con Stevie Wonder y Andrew Wyatt)     | Mark Ronson Jeff Bhasker Michael Chabon                                                                                                 | Ronson Bhasker Emile Haynie a            | 1:38     |  |
| 2.    | «Summer Breaking» (con Kevin Parker)                           | Ronson Bhasker Chabon Kevin Parker | Ronson Bhasker Haynie a                  | 3:07     |  |
| 3.    | «Feel Right» (con Mystikal)                                    | Ronson Michael Tyler Bruno Mars Philip Lawrence Brody Brown Nick Movshon Homer Steinweiss Thomas Brenneck                               | Ronson Bhasker Mars Boys Noize a         | 3:42     |  |
| 4.    | «Uptown Funk» (con Bruno Mars)                                 | Ronson Bhasker Mars Lawrence Devon Gallaspy Nicholaus Williams Lonnie Simmons Ronnie Wilson Charles Wilson Rudolph Taylor Robert Wilson | Ronson Bhasker Mars                      | 4:29     |  |
| 5.    | «I Can't Lose» (con Keyone Starr)                              | Ronson Bhasker Chabon | Ronson Bhasker Haynie a DJ Zinc a TEED a | 3:16     |  |
| 6.    | «Daffodils» (con Kevin Parker)                                 | Chabon Parker | Ronson Bhasker James Ford a Riton a      | 4:58     |  |
| 7.    | «Crack in the Pearl» (con Andrew Wyatt)                        | Ronson Bhasker Chabon | Ronson Bhasker Haynie a                  | 2:25     |  |
| 8.    | «In Case of Fire» (con Jeff Bhasker)                           | Ronson Bhasker Chabon Movshon Alex Greenwald Rufus Wainwright                                                                           | Ronson Bhasker                           | 4:33     |  |
| 9.    | «Leaving Los Feliz» (con Kevin Parker)                         | Ronson Bhasker Chabon Parker Haynie Chris Vatalaro                                                                                      | Ronson Bhasker                           | 4:18     |  |
| 10.   | «Heavy and Rolling» (con Andrew Wyatt)                         | Ronson Bhasker Chabon Andrew Wyatt | Ronson Bhasker Haynie a                  | 3:57     |  |
| 11.   | «Crack in the Pearl Pt. II» (con Stevie Wonder y Jeff Bhasker) | Ronson Bhasker Chabon | Ronson Bhasker                           | 2:16     |  |
| 38:39 |                                                                | |                                          |          |  |

Notas:
- a indica productor adicional.

Créditos extra
- "Uptown Funk" incorpora elementos de "All Gold Everything", compuesto por Devon Gallaspy y Nicholaus Williams, y de la canción de funk de 1979 "Oops Up Side Your Head", compuesto por Lonnie Simmons, Ronnie Wilson, Charles Wilson, Rudolph Taylor y Robert Wilson. Este último no estuvo acreditado inicialmente.

- "I Can't Lose" contiene elementos de "Ain't No Fun (If the Homies Can't Have None)", compuesto por Nathaniel Hale, Ricardo Brown, Warren Griffin, Andre Young y Calvin Broadus con una interpolación de "Hot Music", compuesto por Joseph Longo.

## Posicionamiento en listas y certificaciones

### Listas semanales
| Lista (2015–2016)                   | Posición máxima |
| ----------------------------------- | --------------- |
| Alemania (Offizielle Top 100)       | 23              |
| Australia (ARIA)                    | 2               |
| Bélgica (Ultratop Flandes)          | 12              |
| Bélgica (Ultratop Valonia)          | 36              |
| Canadá (Canadian Albums)            | 3               |
| Dinamarca (Hitlisten)               | 15              |
| España (PROMUSICAE)                 | 55              |
| Estados Unidos (Billboard 200)      | 5               |
| Finlandia (Suomen virallinen lista) | 8               |
| Francia (SNEP)                      | 18              |
| Irlanda (IRMA)                      | 7               |
| Italia (FIMI)                       | 72              |
| Japón (Oricon)                      | 29              |
| Noruega (VG-lista)                  | 27              |
| Nueva Zelanda (Recorded Music NZ)   | 10              |
| Países Bajos (Album Top 100)        | 5               |
| Reino Unido (UK Albums Chart)       | 1               |
| Suecia (Sverigetopplistan)          | 53              |
| Suiza (Schweizer Hitparade)         | 3               |

### Certificaciones
| País           | Organismo certificador | Certificación | Ventas  | Ref.   |
| -------------- | ---------------------- | ------------- | ------- | ------ |
| Australia      | ARIA                   | Oro           | 35 000  | [ 28 ] |
| Estados Unidos | RIAA                   | Platino       | 1 000   | [ 29 ] |
| Italia         | FIMI                   | Platino       | 50 000  | [ 30 ] |
| México         | AMPROFON               | Oro           | 30,000  | [ 31 ] |
| Polonia        | ZPAV                   | Oro           | 10 000  | [ 32 ] |
| Reino Unido    | BPI                    | Oro           | 100 000 | [ 33 ] |